# Jawad Williams
Jawad Hason Williams (Cleveland, Ohio, 19 de fevereiro de 1983) é um jogador profissional de basquetebol norte-americano. Já jogou pelo Cleveland Cavaliers ao lado de LeBron James e Shaquille O'Neal.